# Перен (округ)
Перен (англ. Peren) — округ в индийском штате Нагаленд. Образован 24 января 2004 года из части территории округа Кохима. Административный центр — город Перен. Площадь округа — 2300 км². По данным всеиндийской переписи 2001 года население округа составляло 96 825 человек. Уровень грамотности взрослого населения составлял 54 %, что ниже среднеиндийского уровня (59,5 %). 95 % жителей округа исповедуют христианство.